# József Nepp
József Nepp (ur. 23 czerwca 1934 w Csepelu, zm. 6 października 2017) – węgierski scenarzysta, reżyser, twórca filmów animowanych.
Ukończył studia w Węgierskiej Szkole Sztuk Pięknych, a następnie zaczął pracować w Pannónia Filmstúdió.
Opracował scenariusze do szeregu seriali telewizyjnych oraz filmów krótko- i pełnometrażowych. Przyczynił się do stworzenia filmów: Gęsiarek Maciek (1976), Odnaleziony skarb (1984), Az erdő kapitánya (1987). Współpracował jako animator przy kilku produkcjach, m.in. János vitéz (1973). Ponadto wyreżyserował Hófehér (1984), parodię Królewny Śnieżki braci Grimm.
Pracował nad serialami animowanymi Gustaw i Dr. Bubó. Był także scenarzystą i reżyserem kultowego cyklu Mézga család.
W 1967 r. został laureatem nagrody Béli Balázsa (Balázs Béla-díj). W 1974 r. otrzymał tytuł honorowy zasłużonego artysty (érdemes művész), w 1981 r. tytuł wybitnego artysty (kiváló művész). W 1999 r. został uhonorowany nagrodą Kossutha.